# Samuel Halldorf
Einar Samuel Halldorf, född 19 mars 1930 i Södertälje, död 20 mars 2009 i Linköping, var en svensk pastor och författare. Han var under fem decennier en av de mest tongivande personerna inom Pingströrelsen i Sverige.

## Biografi
Samuel Halldorf var son till pingstpredikanten Einar Halldorf och Agnes, ogift Håkansson, och familjen kom till Göteborg 1932, Alingsås 1942 och Karlskrona 1946. Samuel Halldorf tillhörde en släkt av missionärer och pastorer som var den svenska pingströrelens pionjärer. Halldorf var också kusin till journalisten och revymakaren Lennart Halldorf.
Han började som evangelist i Tranås i 20-årsåldern och verkade sedan i pingstförsamlingar i Karlskrona, Örebro, Norrköping, Sundsvall och Göteborg. Sedan kom han till Sionförsamlingen i Linköping, en av landets största pingstförsamlingar, där han var föreståndare 1977–1990. Det var genom honom som församlingen kunde överta och rusta upp Bjärka-Säby slott utanför Linköping och där skapa ett andligt centrum med ekumenisk profil. Han belönades 2001 med Manfred Björkquist-medaljen för sitt arbete med detta.
Halldorf var med vid bildandet av Kristen demokratisk samling, (Kds), senare Kristdemokraterna, han drog igång stora konferenser och var engagerad i uppbyggnaden av det kristna äldreboendet Duvan i Linköping. Han gick i bräschen för införande av närradion i landet och i Linköping startades den ekumeniska radiokanalen, Radio Linköping. Han gav också ut böcker.
År 1956 gifte han sig med Irene Halldorf (1933–2008) och fick barnen Peter Halldorf (född 1958) och Lena Halldorf (född 1962). Samuel Halldorf är farfar till Joel Halldorf. Makarna Halldorf är begravda på Landeryds kyrkogård i Linköping.
Efter Halldorfs död bildades 2010 "Stiftelsen för förkovran i Bibelns böcker till pastor Samuel Halldorfs minne på Bjärka-Säby" som delade ut sitt första stipendium i april 2010. Det gick till Eleonore Gustafsson.